# هانك هاريس (لاعب كرة قدم أمريكية)
هانك هاريس (بالإنجليزية: Hank Harris)‏ هو لاعب كرة قدم أمريكية أمريكي، ولد في 26 فبراير 1923 في كامدين في الولايات المتحدة، وتوفي في 1 فبراير 1999.

## وصلات خارجية
- هانك هاريس على موقع مرجع كرة القدم المحترفة.كوم (الإنجليزية)